# Суфьян ибн Уяйна
Суфья́н ибн Уя́йна ибн Абу Имран Маймун аль-Куфи (араб. سفيان بن عيينة بن أبي عمران ميمون الكوفي‎; 725, Эль-Куфа — около 25 февраля 814, Мекка) — исламский учёный-богослов, хадисовед и толкователь Корана из Мекки. Сын вольноотпущенника (мавла) Мухаммада ибн Музахима (брат ад-Даххака ибн Музахима) по имени Абу Имран Маймун.

## Биография
Его полное имя: Абу Мухаммад Суфьян ибн Уяйна ибн Маймун аль-Хилали аль-Куфи аль-Макки (араб. أبو محمد سفيان بن عيينة الهلالي الكوفي المكي‎). Родился в Куфе (Ирак) в 107 году по исламскому календарю (725 год). В молодом возрасте переселился в Мекку, где и скончался в 198 году хиджры (813 год). Суфьян ибн Уяйна был слепым на один глаз. За всю жизнь совершил хадж 70 раз.
Обучался хадисам у множества известных хадисоведов: Ибн Шихаба аз-Зухри, Асима ибн Абу Наджуда, Айюб ас-Сахтияни, Хишама ибн Урвы, Сулеймана аль-Амаша, Юнуса ибн Убайда, Суфьяна ас-Саури, Шу’бы ибн аль-Хаджжаджа и многих других. Наибольшее число хадисов он передал со слов Амра ибн Динара (666—744).
От него передавали хадисы аль-А’маш, Шу’ба, Ибн Джурайдж (его шейхи), Хаммад ибн Зейд, Абдуллах ибн аль-Мубарак, Яхъя аль-Каттан, Мухаммад аш-Шафии, Абд ар-Раззак ас-Санани, Абу Бакр аль-Хумайди, Саид ибн Мансур, Яхья ибн Маин, Али ибн аль-Мадини, Ахмад ибн Ханбаль, Исхак ибн Рахавейх, Ибн Абу Шейба и множество других мухаддисов. Наиболее выдающимися из них считаются аш-Шафии, Ахмад ибн Ханбаль, аль-Хумайди, Ибн аль-Мадини и Ибрахим ар-Рамади.
Аш-Шафии говорил:

Если бы не было Малика (ибн Анаса) и Суфьяна ибн Уяйны, исчезло бы знание из Хиджаза.
Оригинальный текст (ар.)لولا مالك وسفيان بن عيينة ، لذهب علم الحجاز

Суфьян ибн Уяйна является автором не дошедшего до нас сборника хадисов и комментария к Корану.